# Samba voor SAS

De ligging van Brazilië in Zuid-Amerika.

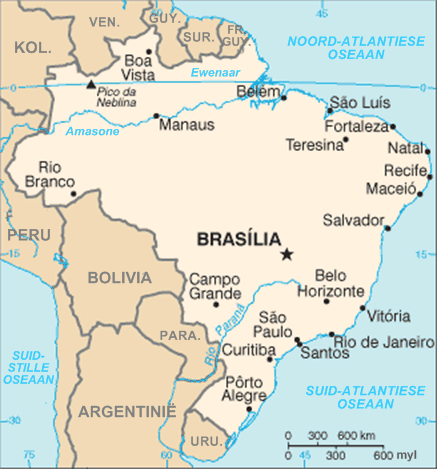
Overzichtskaart van Brazilië.

Samba voor SAS is een spionageroman van auteur Gérard de Villiers en is het 4e deel uit de S.A.S.-reeks met als protagonist de Oostenrijkse prins en freelance CIA-agent Malko Linge.

## Het verhaal
Malko wordt als de nieuwe vice-consul van de Amerikaanse ambassade in Rio de Janairo aangesteld. Een “eervolle baan” als waardering voor zijn vele met succes afgesloten missies voor de CIA. Bovendien kan hij als vice-concul werken onder zijn eigen naam en adellijke titels. Brazilië is voor de Verenigde Staten van strategisch belang omdat het land rijk is aan grondstoffen, waaronder het metaal mangaan dat een essentieel ingrediënt is bij de vervaardiging van geavanceerde wapens. Een van de grootste mangaandepôts zijn eigendom de Braziliaanse miljardair Alvaro Cuha.
Malko moet de miljardair zien te bewegen een exploitatiecontract te ondertekenen met Amerikaanse ondernemingen waardoor de Verenigde Staten toegang krijgt tot strategische grondstoffen.
Bovendien zou het een diplomatieke opdracht zijn, volkomen geweldloos en zonder strijd. Een bijkomende “bonus” van de functie vice-consul is dat hij voldoende tijd heeft om op zoek te gaan naar zijn verre neef Kurt von Falkenhausen die ergens in Brazilië leeft.

## Personages
- Malko Linge, een Oostenrijkse prins en CIA-agent;
- Kurt von Falkenhausen, een ver familielid van Malko

## Verschillende titels
Kogels bij de kreeftensamba (1968) is in 1974 opnieuw verschenen onder de titel Samba voor SAS (ISBN 9022911896). In 1993 is opnieuw een herdruk verschenen, wederom onder de titel Samba voor SAS (ISBN 9044911899).